# Войцехув (гміна Пшедбуж)
Войцехув (пол. Wojciechów) — село в Польщі, у гміні Пшедбуж Радомщанського повіту Лодзинського воєводства.
Населення — 90 осіб (2011).
У 1975-1998 роках село належало до Пйотрковського воєводства.

## Демографія
Демографічна структура станом на 31 березня 2011 року:
|          | Загалом | Допрацездатний вік | Працездатний вік | Постпрацездатний вік |
| -------- | ------- | ------------------ | ---------------- | -------------------- |
| Чоловіки | 54      | 12                 | 32               | 10                   |
| Жінки    | 36      | 4                  | 20               | 12                   |
| Разом    | 90      | 16                 | 52               | 22                   |